# Конзервативни либерализам
Конзервативни либерализам или десни либерализам је варијанта либерализма, која комбинује либералне вредности и политике са конзервативним ставовима, или једноставно представља десницу либералног покрета. У случају савременог „конзервативног либерализма”, научници га понекад виде као позитивнију и мање радикалну варијанту класичног либерализма, али се такође помиње као индивидуална традиција која га разликује од класичног либерализма и социјалног либерализма. Конзервативне либералне странке имају тенденцију да комбинују либералну економску политику са традиционалнијим ставовима и личним уверењима о друштвеним и етичким питањима.
У Србији најпознатија странка десног либерализма је Српска напредна странка.